# Instytut Studiów Strategicznych
Instytut Studiów Strategicznych (ISS), Fundacja Instytut Studiów Strategicznych – polska organizacja pozarządowa z siedzibą w Krakowie założona w 1993 przez Bogdana Klicha, Uniwersytet Jagielloński i Akademię Ekonomiczną w Krakowie pod nazwą Międzynarodowe Centrum Rozwoju Demokracji; od 2001 działa pod obecną nazwą.

## Opis
W 2006 ISS przyznał nagrodę Semper in altum Leszkowi Balcerowiczowi. W Radzie Honorowej Instytutu zasiadają m.in. Andrzej Olechowski, Zbigniew Brzeziński i Valéry Giscard d’Estaing.
Od 2008 roku funkcję Prezesa Zarządu ISS pełniła Anna Szymańska-Klich, która zastąpiła na tym stanowisku Bogdana Klicha po jego nominacji na Ministra Obrony Narodowej.  Od 1 września 2024 roku dokonano zmiany w zarządzie, a nowym prezesem został Witold Szpur, zastępując Annę Szymańską-Klich. Zmiana ta była związana z objęciem przez Bogdana Klicha stanowiska Chargé d'affaires w ambasadzie Polski w Stanach Zjednoczonych, co spowodowało, że jego żona, Anna Szymańska-Klich, dołączyła do niego w USA.
ISS współpracuje z wieloma międzynarodowymi organizacjami oraz fundacjami, w tym z German Marshall Fund, Fundacją im. Friedricha Naumanna, Fundacją im. Friedricha Eberta, Fundacją im. Stefana Batorego oraz bankiem Millennium. W 2007 roku wartość dotacji dla Instytutu wyniosła około 1,65 miliona złotych.

## Działalność i Partnerzy
Instytut prowadzi działalność doradczą i szkoleniową w zakresie pozyskiwania funduszy europejskich oraz wydawniczą. Ostatnie publikacje Instytutu koncentrowały się na historii Żydów i Polaków w okresie Holocaustu. Szczególną rolę odegrały projekty wsparcia opozycji demokratycznych na Białorusi oraz współpraca z Ukrainą i Mołdawią w obszarze rozwoju społeczeństwa obywatelskiego i integracji z Unią Europejską.
Instytut zorganizował szereg ważnych konferencji i seminariów, w tym Krakowską Konferencję Bezpieczeństwa, która gościła m.in. Sekretarzy Generalnych NATO oraz przedstawicieli polskich i europejskich elit politycznych. Wydarzenia te przyciągnęły takich gości jak Lech Wałęsa, Bronisław Komorowski, Aleksander Kwaśniewski, Micheil Saakaszwili oraz Książę Edward.

## Ważne Postacie i Zespół
Wśród osób związanych z ISS byli m.in. Zbigniew Brzeziński, Jan Nowak-Jeziorański, Bronisław Geremek, Leszek Balcerowicz, Andrzej Olechowski i Władysław Bartoszewski. Członkowie zespołu ISS to m.in. Paulina Gas (dyrektor), Michał Burek (wicedyrektor) oraz Monika Zamarlik (wicedyrektor). Instytut miał także znaczące wsparcie ze strony dyplomatów, jak Urszula Gacek.

## Współpraca i Wydarzenia
ISS angażuje się w liczne międzynarodowe projekty. Współpracował m.in. z Konsulatem Generalnym USA, organizując debatę na temat roli kobiet w procesie transformacji w Afganistanie. Ponadto, organizowano projekty edukacyjne, takie jak E-senior – program szkoleń komputerowych dla osób starszych.